# Conall Gulban
Conall Gulban (c. 464) est un roi Irlandais  fondateur du royaume de Tír Chonaill au Ve siècle, qui comprenait une grande partie de l'actuel comté de Donegal. Il était un fils de Niall Noigiallach et d'Indiu, fille de Lugaid mac Óengus du Dál Fiatach.

## Biographie
Son surnom est lié à la montagne de Ben Bulben,  dans le comté de Sligo qui était de centre des domaines des fils de Niall avant qu'il conquièrent le nord de l'Irlande. 
Le roi Conall Gulban est tué par les Masraige à Magh Slécht dans le comté de Cavan en 464. Il est inhumé  par Saint Caillín à Fenagh dans le comté de Leitrim Conall est important dans l'histoire de la chrétienté d'Irlande car il est le premier noble à avoir été baptisé par Patrick d'Irlande, ouvrant ainsi la voie à la conversion de la classe dirigeante d'Irlande.
Il semble avoir entretenu des relations très étroites avec son frère Eógan mac Néill qui meurt de chagrin l'année suivant la mort de Conall.
Selon l'historienne contemporaine Edel Bhreathnach Conal Gulban est probablement le même personne que Conall Cremthainne un autre fils de Niall, réputé être le fondateur du Clan Cholmáin et du  Síl nÁedo Sláine. La distinction entre les deux personnages serait liée à des raisons politiques du fait de l'antagonisme entre les lignées Uí Néill du nord et du sud au VIIIe siècle.

## Postérité
Ses enfants sont :
- Dauí, éponyme du Cenél nDuach ;
- Nath I ;
- Tigernach ;
- Rumann ;
- Fergus Cennfhota qui continue la lignée du Cenél Conaill ;
- Óengus Gunnat éponyme du Cenél  Óenguso ;
- Énna Bogaine éponyme du Cenél mBogaine ou Cenél Enda qui est aussi attribué comme fils à son propre père Niall Noigiallach.